# 이키스촌
이키스촌(息栖村)은 이바라키현 가시마군에 일찍이 존재했던 촌이다.

## 지리
- 2005년 7월 이전 가미스촌지역 중 거의 북쪽 절반에 해당하는 지역으로, 현재 가미스정 지역의 북단에 위치한다.
- 촌의 남서쪽에는 도리쿠토네강이 흐르고 북동쪽은 가시마나다(태평양)에 접해 있으며, 지형은 거의 평탄한 지형이다.
- 이키스 촌이 있던 당시에는 가미노이케를 매립하기 전이었고, 가시마항도 건설되지 않았기 때문에 현재와는 지형이 크게 다르다.

## 역사
- 1889년 4월 1일 - 정촌제 시행에 의해 가시마군 나카지마촌이 성립하였다.
- 1925년 1월 1일 - 나카지마촌이 이키스촌(제2차)으로 개칭되었다.
- 1955년 3월 1일 - 가루노촌과 합병해 가미스촌이 성립하여, 동일 이키스촌은 폐지되었다.

## 인구
| 1891년 | 3,286 |  |
| 1920년 | 4,419 |  |
| 1925년 | 4,581 |  |
| 1935년 | 5,183 |  |
| 1950년 | 7,140 |  |

## 교통

### 도로
- 2급국도
  - 국도 제124호선

## 참고문헌
- 神栖町史編さん委員会編著『神栖町史 下巻』、神栖町、1989年
- 角川日本地名大辞典編纂委員会『가도카와 일본 지명 대사전 8 茨城県』、가도카와 쇼텐、1983年 ISBN 4040010809